# 天青石
天青石（てんせいせき、celestine）は硫酸ストロンチウム（SrSO4）を主成分とする鉱物である。セレスタインとも呼ばれるが、これは「空色」という意味である（日本名も同様）。重晶石グループの鉱物。マダガスカル産の本鉱には、ジオード中に美しい群晶を作るものが知られている。
斜方晶系で硬度は3-3.5、比重は平均で3.95。綺麗な青灰色であることが多く、ガラスまたは真珠光沢を持つ。
炎色反応では、ストロンチウム特有の赤い色が出る。工業的にも、ストロンチウム化合物の原料としてよく使用されている。

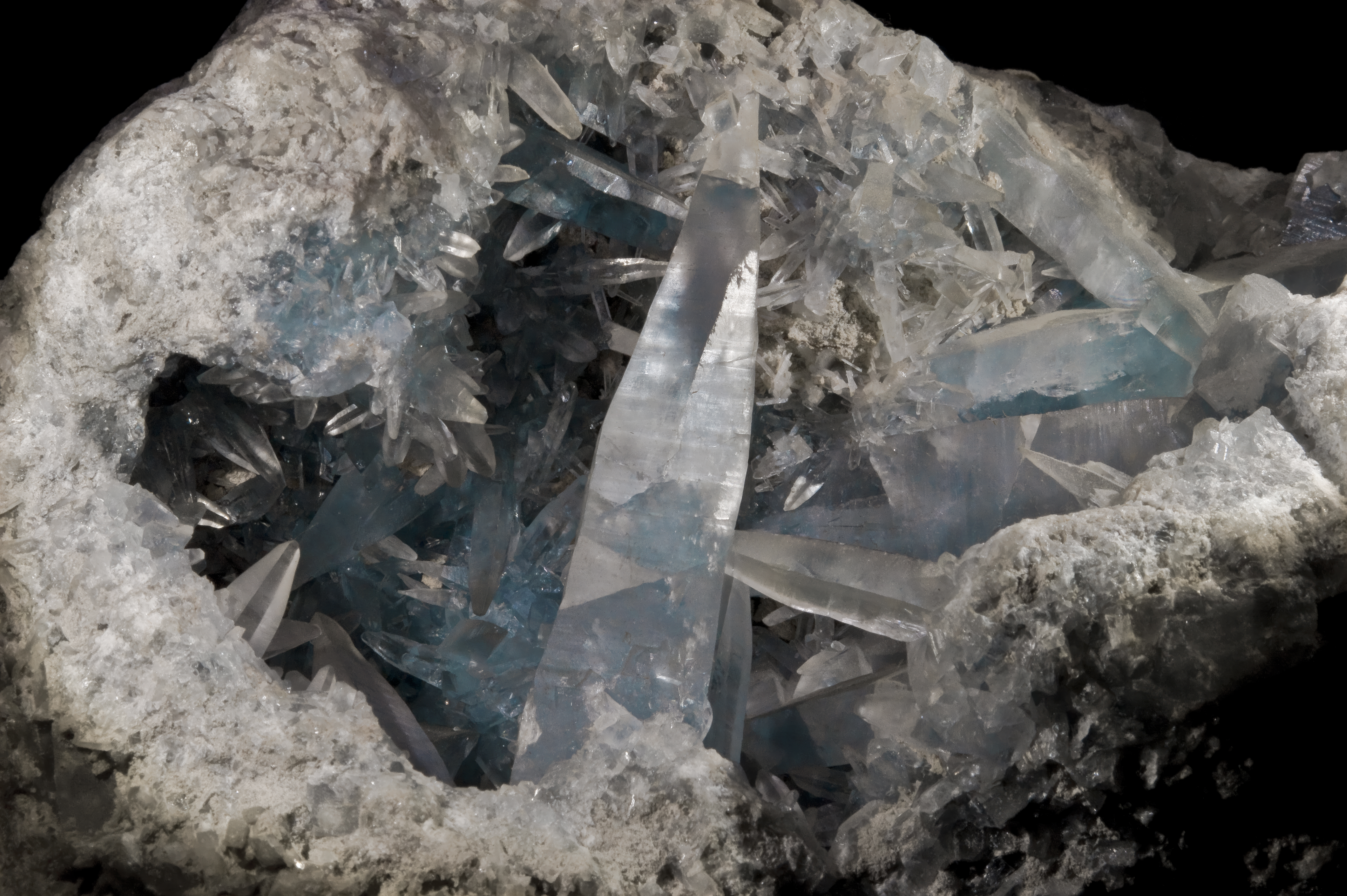
天青石の結晶。マダガスカル産

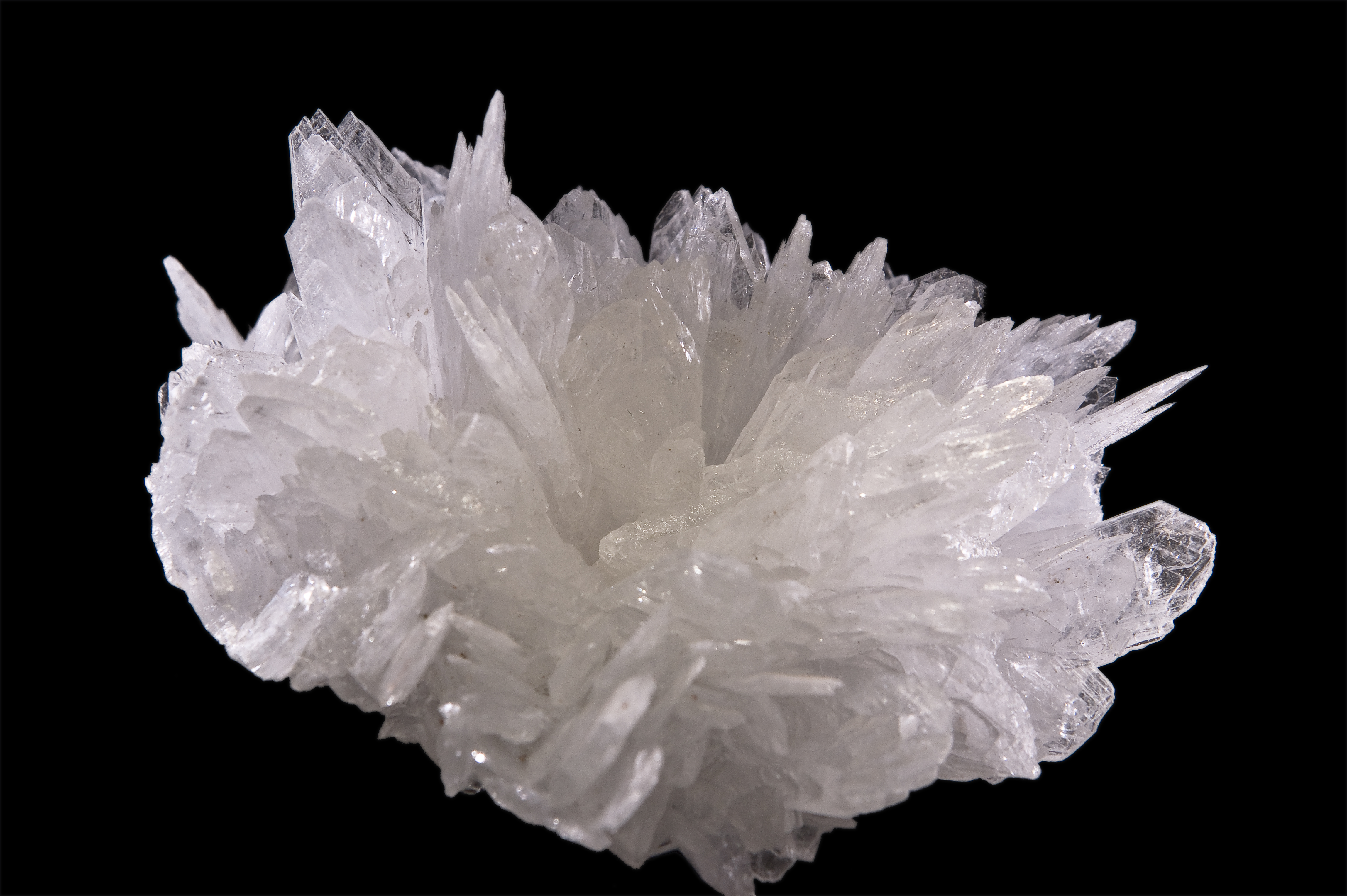
チュニジア、Hammam-Zriba 鉱山の結晶